# Vielfraßfell

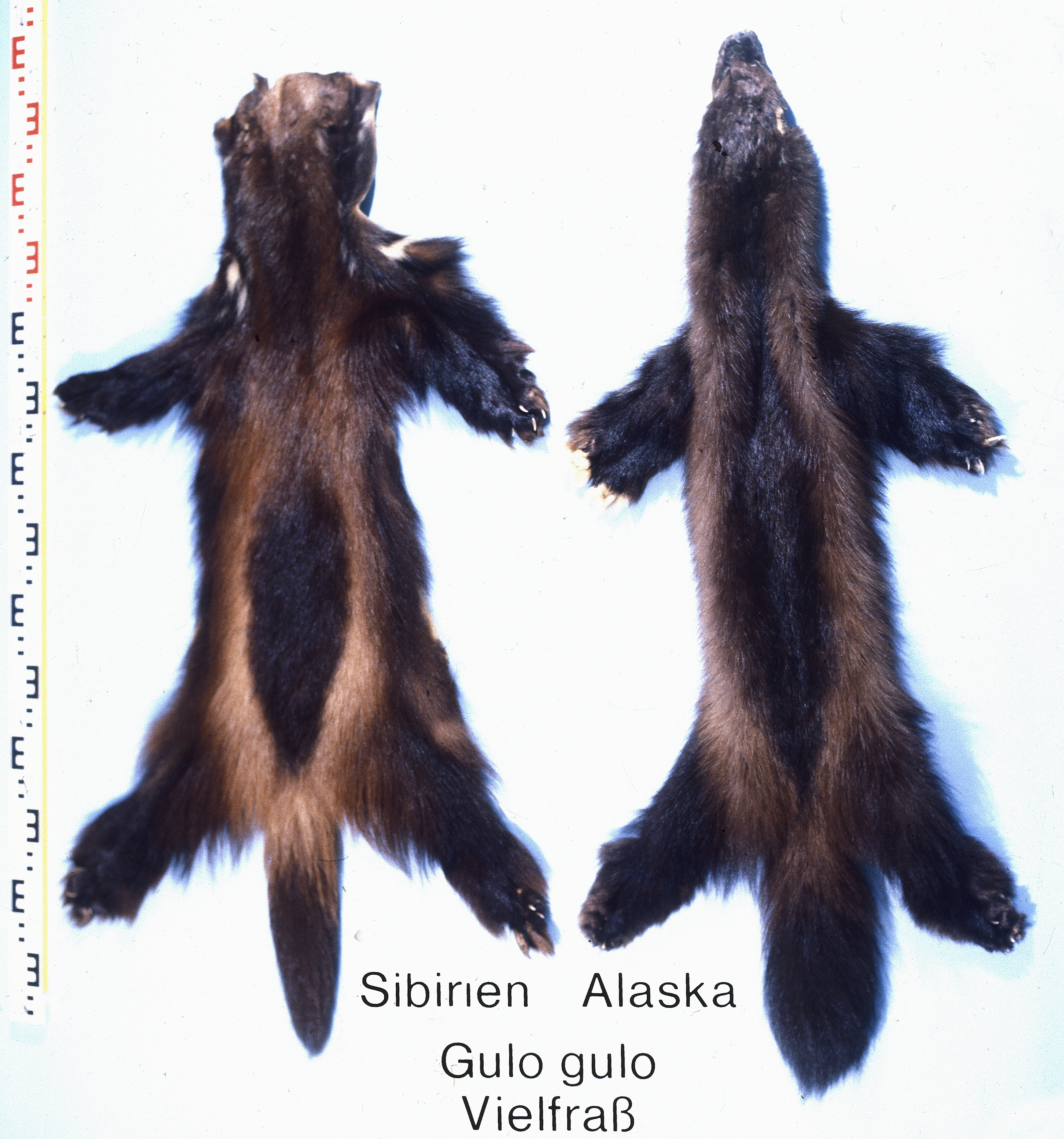
Links sibirisches Vielfraßfell, rechts aus Alaska

Vielfraßfelle werden im Welt-Rauchwarenhandel vertrieben und von Kürschnern zu Pelzen verarbeitet. In Deutschland ist der Vielfraß nach der Bundesartenschutzverordnung geschützt, auch Felle anderer Herkommen dürfen für den Handel nicht eingeführt werden.
Weil der Name „Vielfraß“ unpassend scheint, wurde das Tier oft auch mit seinem skandinavischen Namen Järv betitelt oder nach seiner bärenartigen Gestalt als „Bärenmarder“ bezeichnet. Im Englischen heißt das Tier Wolverine (irrtümlich eine Verwandtschaft zum Wolf andeutend) oder Glutton.
Das Fell eignet sich besonders für Kapuzenverbrämungen in frostigen Landstrichen, da sich der Atem kaum als Eis auf dem Haar niederschlägt, zumindest aber leicht abgestreift werden kann. Der Haltbarkeitskoeffizient für Vielfraßpelz ist einer der höchsten unter den Pelzarten, er wird mit 90 bis 100 Prozent angegeben. Bei einer Einteilung der Pelzarten in die Haar-Feinheitsklassen seidig, fein, mittelfein, gröber und hart wird das Vielfraßhaar als gröber eingestuft.

## Vorkommen
Der Vielfraß bewohnt den Taiga- und Tundragürtel der nördlichen Halbkugel. In Europa kommt er im nördlichen Skandinavien und Russland bis Kamtschatka vor. In Amerika ist er um die Hudson Bay, in British Columbia und in Teilen Alaskas verbreitet. In neuerer Zeit breitet er sich in Asien und Nordamerika aus, auch auf Grönland wurde er gesichtet. Früher war er auch in Polen, Südkanada und im Nordosten der USA heimisch. Die meisten Vielfraßfelle kommen aus dem westlich der Hudson-Bay liegenden Gebiet von York-Factory, weniger feinhaarige, hellere Felle von der Labrador-Halbinsel.

## Fell

Prämierte Pelze aus Vielfraßfell (1982)
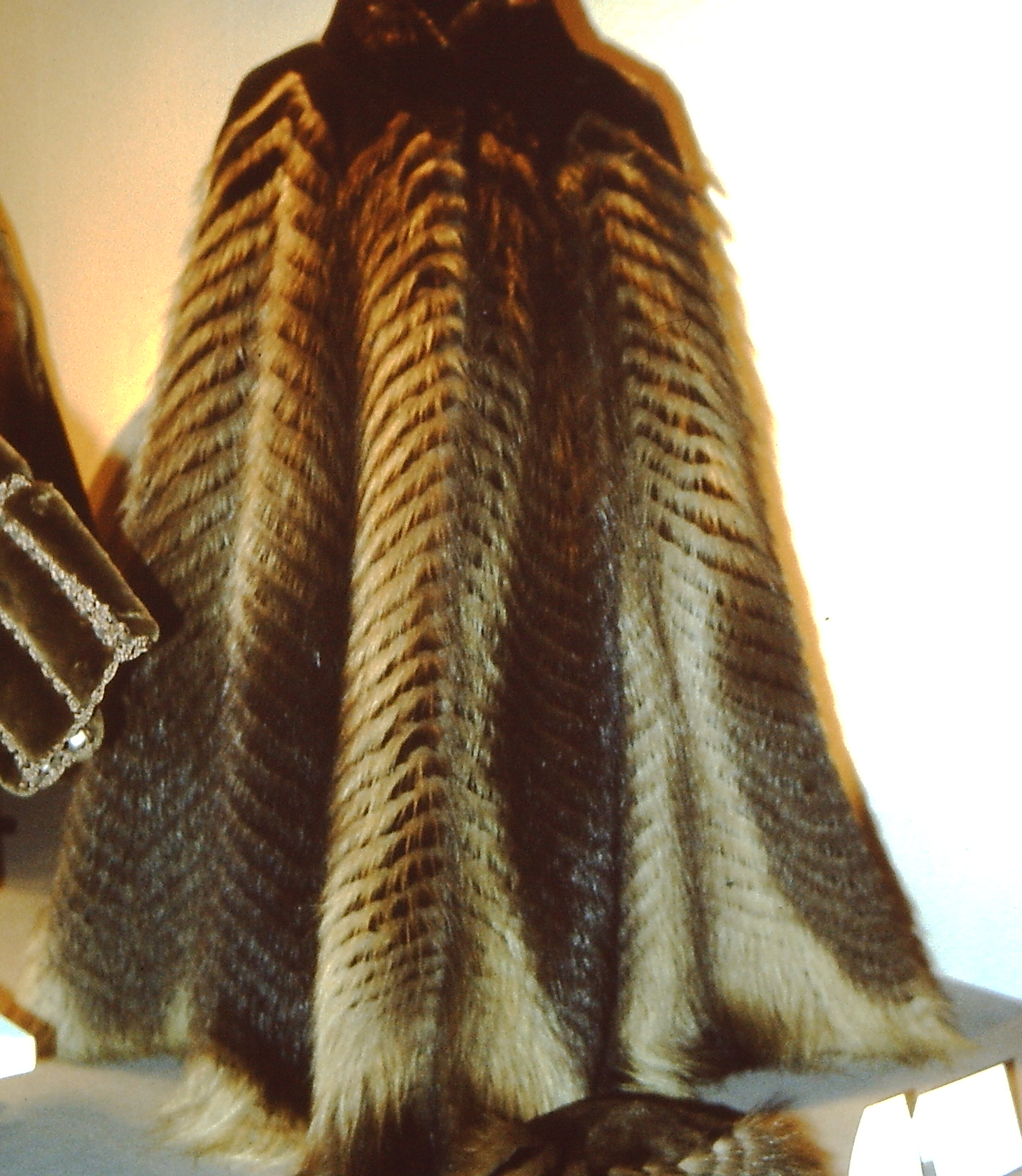
Cape, gemixt mit zweiter Fellart
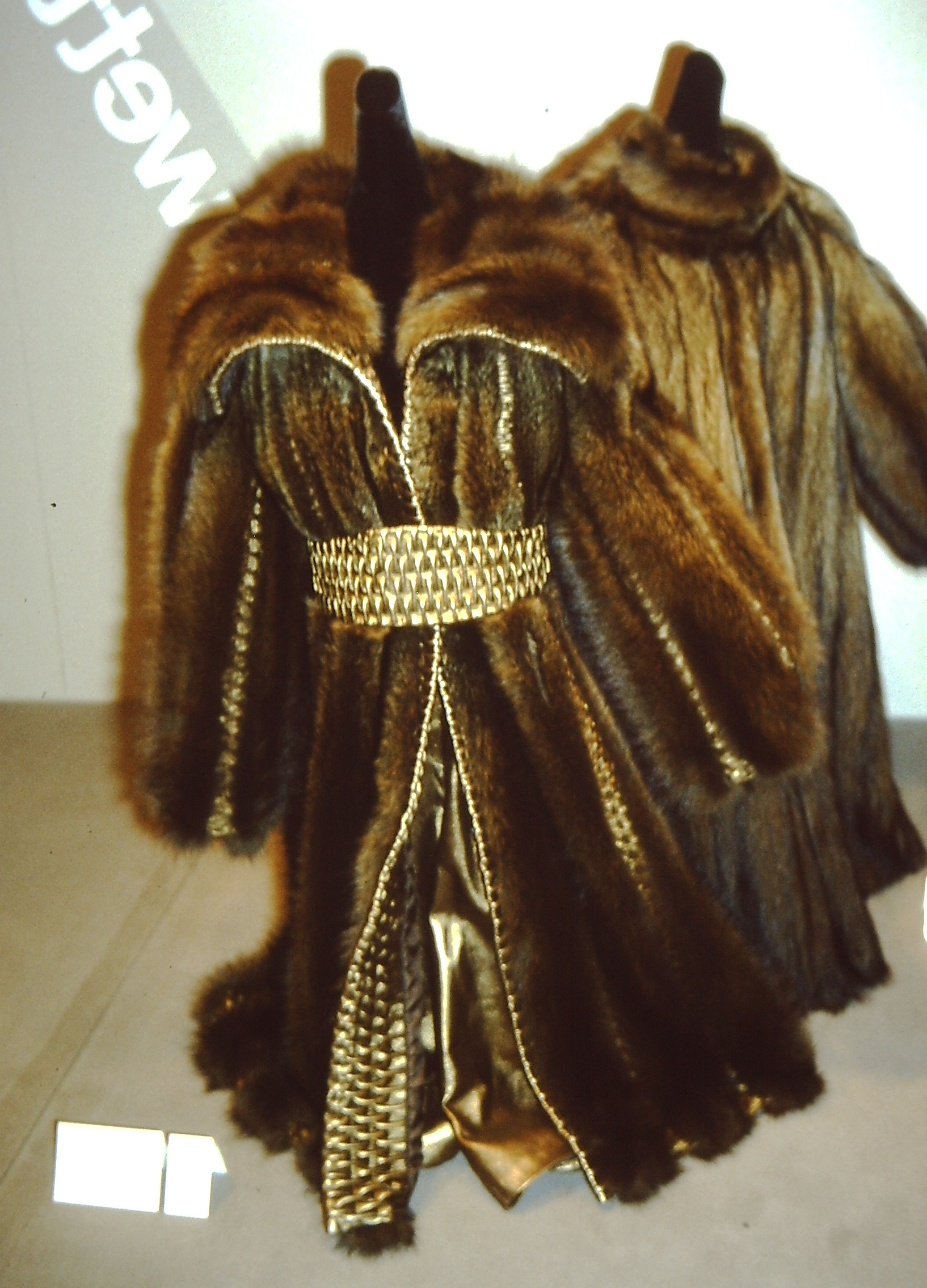
Zwei Mäntel in Auslasstechnik gearbeitet

Mit einer Kopfrumpflänge von 85 cm bis 100 Zentimeter und einem Gewicht von 15 bis 20 Kilogramm ist der Vielfraß nach dem Seeotter der größte unter den Marderartigen. Männliche Tiere sind größer als weibliche. Die Schwanzlänge beträgt 18 bis 23 Zentimeter. Das Leder ist verhältnismäßig schwer.
Besonderes Kennzeichen ist die unterschiedlich stark ausgeprägte Winkelzeichnung an den Seiten und das davon eingeschlossenen Mittelstück auf dem Rücken, der „Sattel“ oder das „Medaillon“. Die breite, helle, gelbliche Winkelzeichnung beginnt, meist noch unscharf, in zwei Streifen am Kopf und verläuft in Bogen seitwärts nach hinten, um dort wieder zusammenzustoßen. Die Grannenhaare sind im Rücken etwas länger als an den Seiten. Die langen, glänzenden Oberhaare sind grob und straff, die Unterwolle ist fein. Die Ohren sind relativ klein; die Pranken außerordentlich groß; die Sohlen sind dicht behaart.
Die Fellfarbe variiert sowohl individuell wie auch geographisch, was den Farbton wie auch das Abzeichen betrifft. Die Grundfärbung ist braun bis nahezu schwarz, mitunter auch hellbraun. Rücken und Schwanz erscheinen hell- bis zimtbraun, bedingt durch die dunklen Grannen und die helle Unterwolle. Russische Herkommen sind gegenüber den amerikanischen insgesamt gesehen etwas dunkler. Kehle und Brust haben mehrere kleine unregelmäßige gelblichweiße Flecken; am letzten Drittel der Rumpfunterseite befindet sich der für Marderarten charakteristische gelblich-orangefarbene Drüsenfleck. Das Gesicht ist bis um die Augen, der Unterhals, Bauch und Beine sind dunkelbraun bis schwarzbraun. Eine auffallende Maske von gelblichweißen Grannenhaaren erstreckt sich zwischen Augen und Ohren von der Stirn bis auf die Wangen.
Fellstruktur: Die Wollhaarschicht des Winterfells ist 30 bis 35 Millimeter lang, sie bedeckt den ganzen Körper. Sie ist nicht verfilzt, sondern sehr locker. Die Grannen haben an den einzelnen Körperteilen sehr unterschiedliche Längen. An der Schulter und an den Oberschenkeln erreichen sie 12 bis 15 Millimeter. Die Haare stehen in großem Winkel vom Leder ab, so dass der grobe Pelz locker und zottig erscheint. Am kurzen, buschigen und dicken Schwanz sind die Haare bis 28 Millimeter lang.
Der Haarwechsel findet im Frühjahr von März bis Ende April statt. Es fallen die Wollhaare aus und der Grundton des Felles wird rötlicher. Im Herbst ist kein Haarwechsel erkennbar, das Wollhaar wächst nach und die Grannen werden durch Pigmentablagerung dunkler. Mitte August ist der Winterpelz ausgebildet.

## Handel, Geschichte

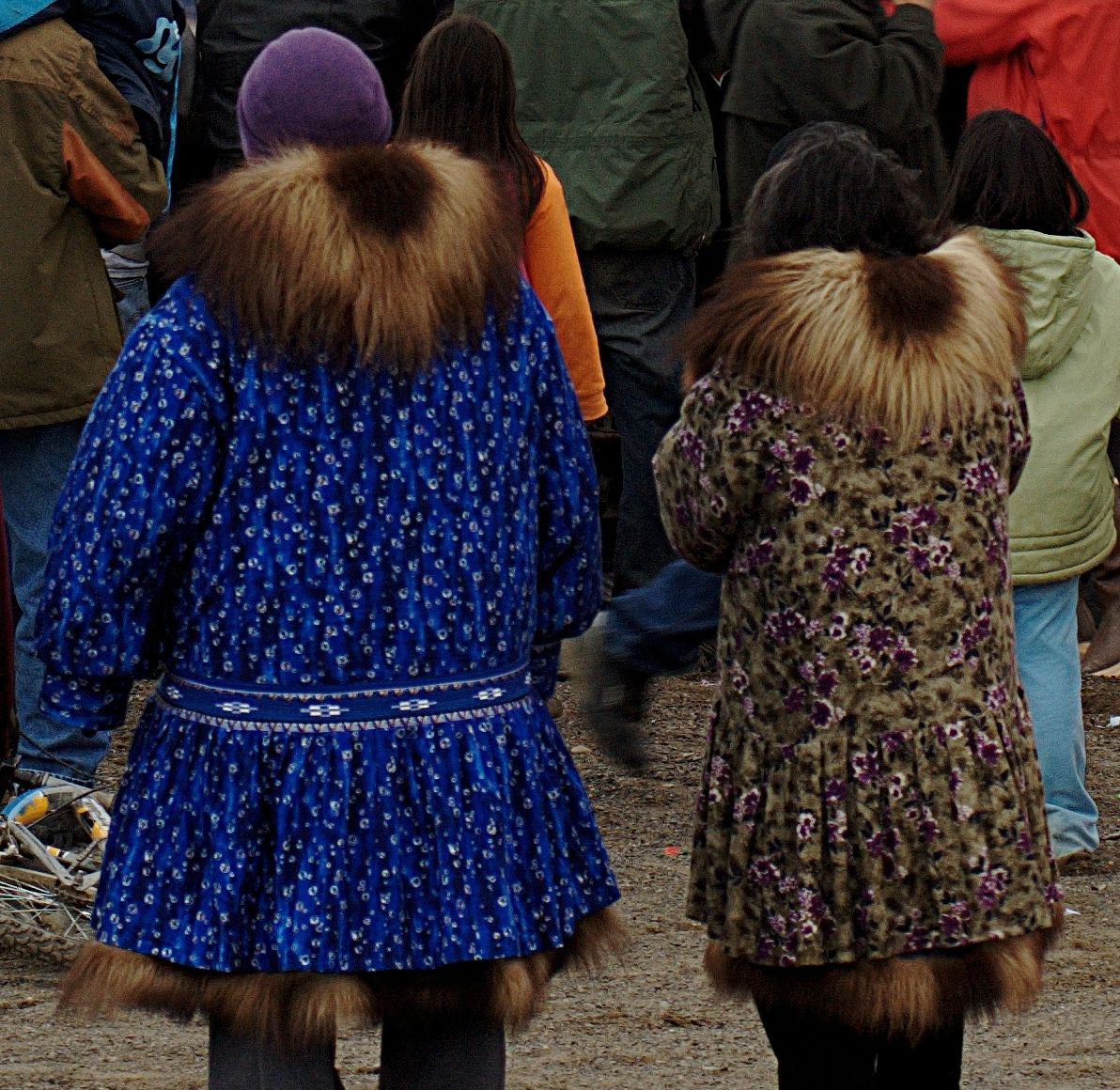
Zwei Frauen in mit Vielfraßfell gefütterten Parkas während des Nalukataq-Festes 2006 in Barrow (Alaska)

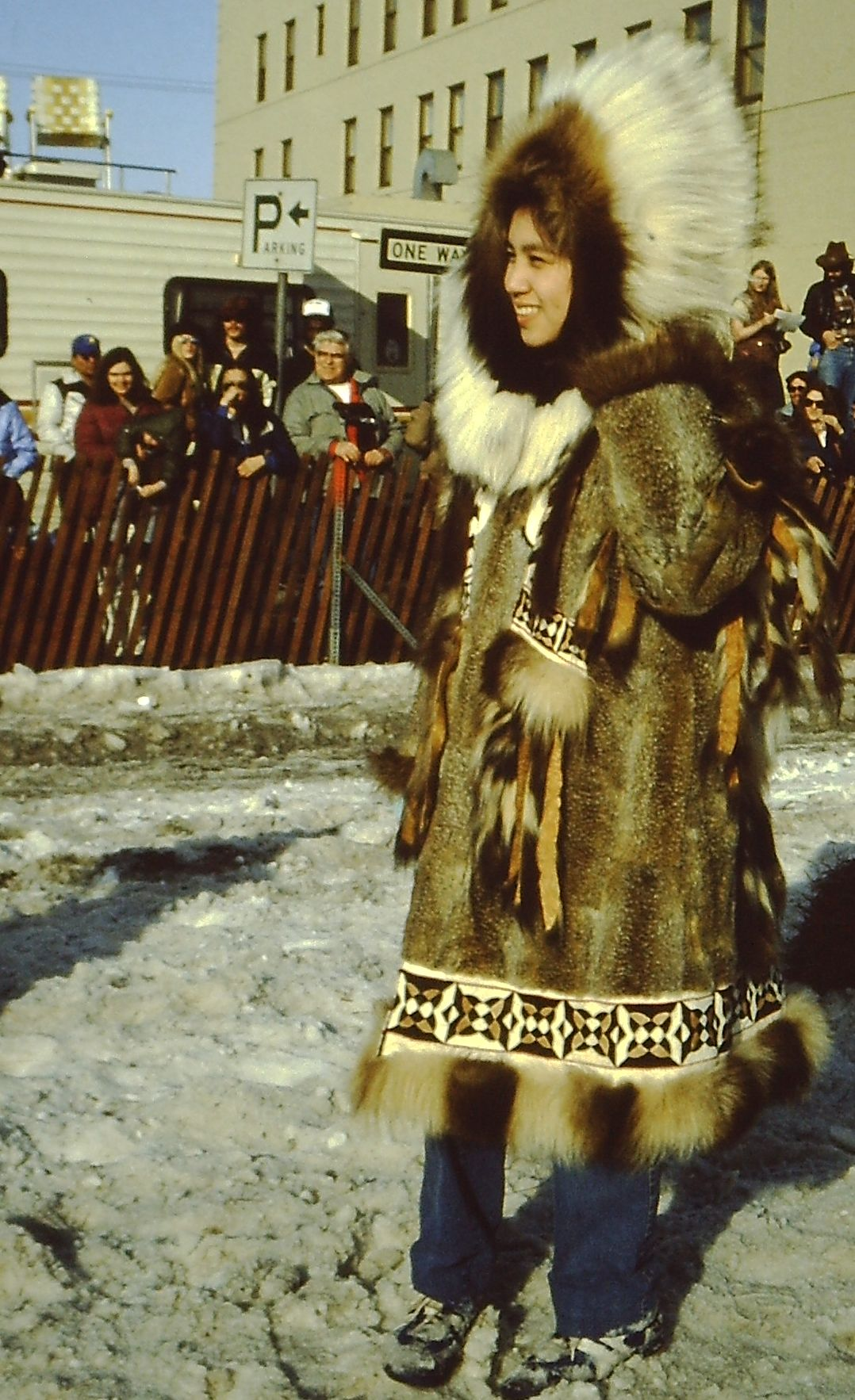
„Sunburst Ruff“ aus Vielfraß- und Wolffell an einer Kapuzenverbrämung einer Yupik (2009)

Vielfraßfelle waren in den Gegenden ihres Vorkommens hochgeschätzt und fanden dort ihre hauptsächliche Verwendung. Steller berichtet im Jahr 1753, dass für einen Vielfraß von den Kamtschadalen (dort Rosomako genannt, besonders die ganz hellen Felle waren hochgeschätzt) so viel Felle, darunter selbst Seeotterfelle, gegeben wurden, bis der Wert 60 Rubel ausmachte. Der Olaus Magnus, Bischof von Uppsala, bemerkte dazu im Jahr 1555 eine üble Nebenwirkung, dass „alle diejenigen, welche Kleidung von diesem Tier tragen, nie mit Essen und Trinken aufhören können“. Über die Kamtschadalen-Frauen hieß es, sie „zieren ihr Haar mit den weißen Tatzen des Thiers, und halten sie für einen so großen Putz, dass ihre Einbildungskraft ihnen auch die Engel in Vielfraßfelle gekleidet vorzumahlen pflegt“. Auch die Jakuten bezahlten diese Felle gut. Die kleinen, aber feinhaarigen und dunklen sibirischen Felle wurden ebenfalls in Russland selbst verarbeitet. Noch um 1900 wurde das Vielfraßfell von den meisten Völkerschaften Sibiriens als das kostbarste Pelzwerk betrachtet und mit Vorliebe zu ihrer Kleidung verwendet. Das Interesse an den Fellen im eigenen Land galt auch für Amerika, die Indianer Alaskas zahlten Anfang des 20. Jahrhunderts 30 Dollar für ein Fell, so dass zu allen Zeiten aus den verschiedenen Gegenden entweder gar keine oder nur wenige Felle in den Welthandel gelangten. Die Bejagung geschieht jedoch oftmals nicht wegen des Fells. Der Vielfraß ist häufig unbeliebt, denn er stellt selbst Herdentieren gelegentlich nach, raubt beköderte Fallen aus und plündert menschliche Vorratskammern. In einem von der Hudson’s Bay Company veröffentlichten Buch für Fallensteller heißt es: „Erscheint in einem Revier ein Vielfraß, so hat der Trapper nur zwei Möglichkeiten: er muss ihn fangen oder das Fallenstellen aufgeben“.
1762 ist in einer Beschreibung der Pelzarten die einzige erwähnte Verwendung des Vielfraßfelles „zu Muffen vor die Männer“. Skandinavische Vielfraßfelle wurden gern für Fußdecken verwendet, in späterer Zeit, zur Mode der Pelzkolliers, auch für diese in Tierform gearbeiteten Schals, dünnledrige Felle auch für Fellfutter von Reisepelzen. Wegen der dem Fell nachgesagten guten Eigenschaften war es während des während Zweiten Weltkriegs in Amerika besonders gefragt. Nach schlechten Erfahrungen beim Militär mit Wolfsfellen und Kojotenfellen hatte man dort Versuche in Gefrierapparaten mit wasserbespritzten Bälgen verschiedener Pelztiere gemacht. Mit Ausnahme der Vielfraßfelle hatten alle anschließend mehr oder weniger mit Eisklumpen verklebte Grannenhaare. Wirklich Mode konnten Vielfraßfelle trotzdem nie werden, im Pelzhandel spielten sie kaum eine Rolle, was wohl vor allem ihrem zu allen Zeiten geringem Aufkommen geschuldet ist.
Der russische Handelsstandard unterscheidet
nach Herkommen: Sibirier und Russische
nach Sorten: I = vollhaarig; II = weniger vollhaarig; II = halbhaarig; IV = dünn
nach Farben: Braun, dunkelbraun, hell (pale)
Die Felle werden geschlossen, rund abgezogen, mit dem Haar nach außen angeliefert.
Die Weltnaturschutzunion (IUCN) hat die Art im Jahr 2010 als „nicht gefährdet“ eingestuft („Least Concern“).
- Schutzstatus:

Gulo gulo, nur europäische wild lebende Populationen sind geschützt gemäß dem Washingtoner Artenschutzübereinkommen Anhang II; nach FFH-Richtlinie EG 2006/105 [FFH] Anhang:II; jedoch sind in Deutschland auch die außereuropäischen Vorkommen besonders geschützt nach dem Bundesnaturschutzgesetz, um die Bejagung in ihren Heimatländern nicht zu begünstigen.
Detaillierte Schutzdaten: Erstlistung seit dem 21. Januar 1987; besonders geschützt nach dem Bundesnaturschutzgesetz seit dem 1. Januar 1987.

## Verarbeitung

Vielfraßverarbeitung um 1900
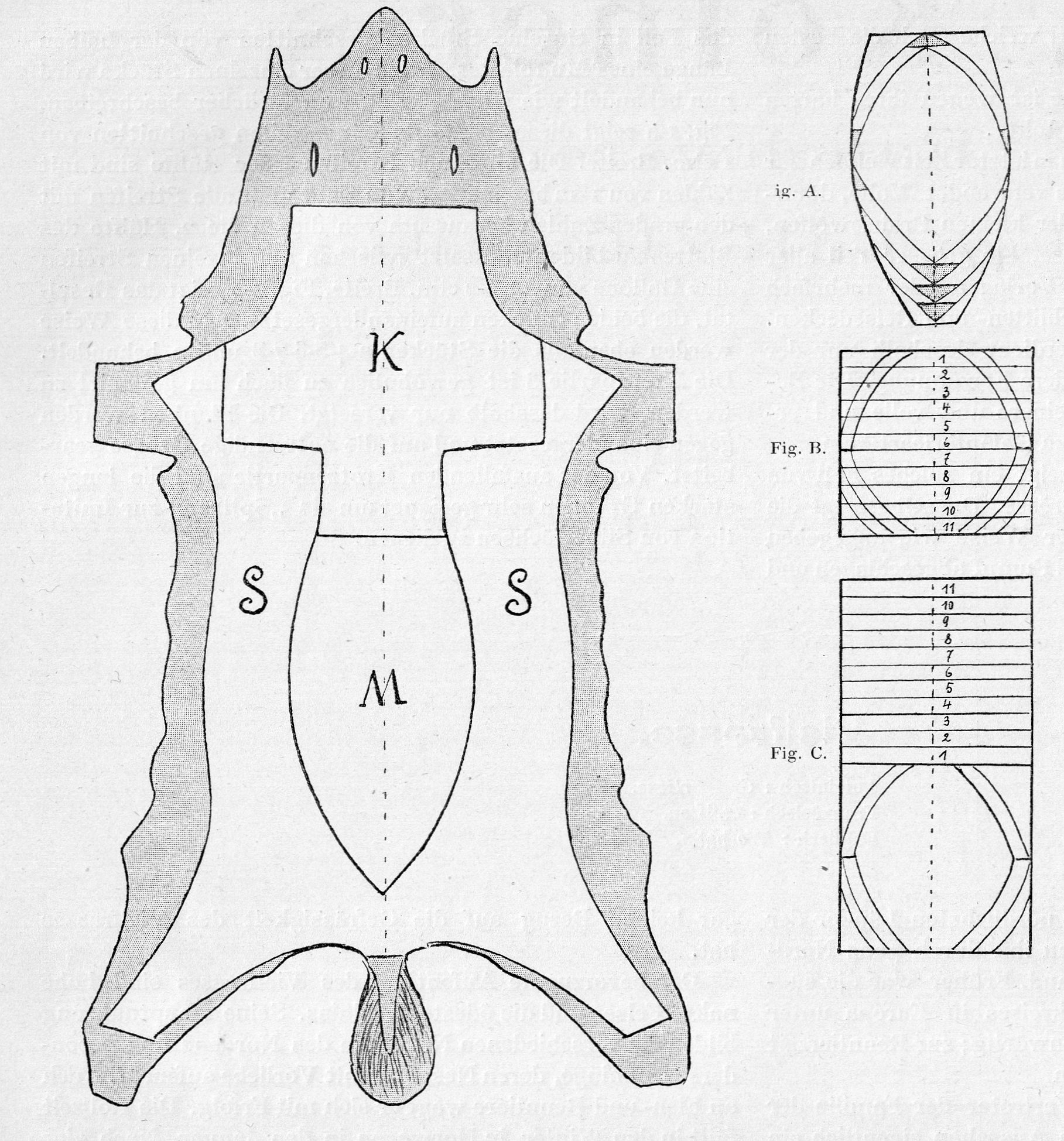
„Zerteilung eines Vielfrassfelles, wie sie gewöhnlich vorgenommen werden muss“
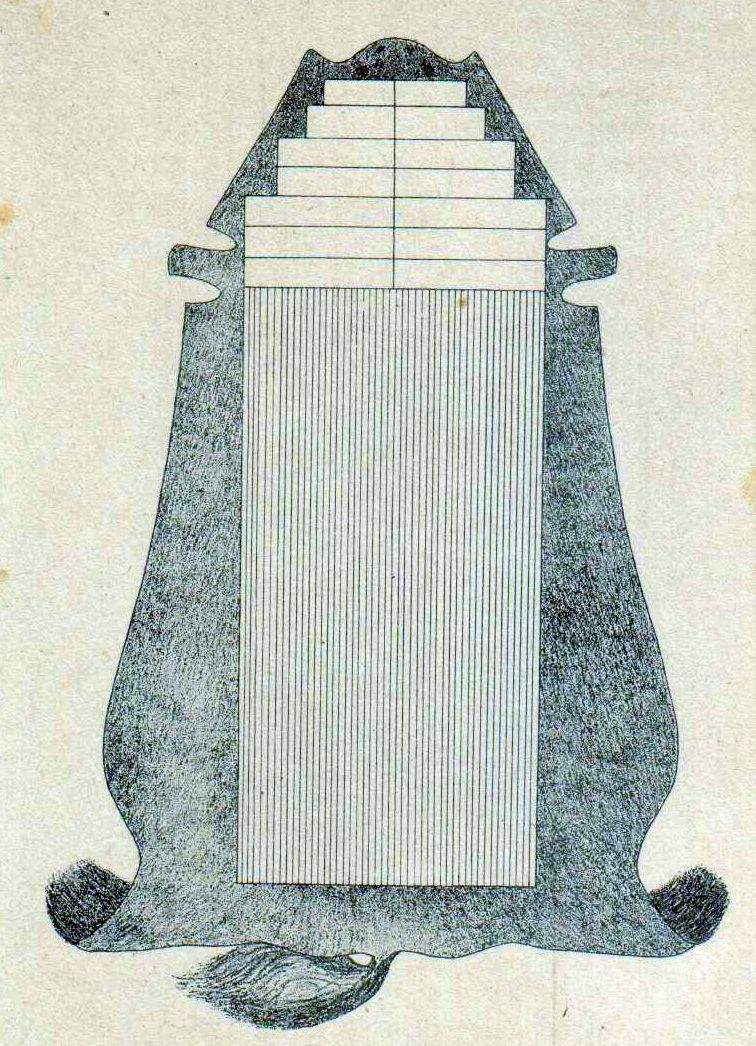
Für Besatzstreifen oder Muffblätter
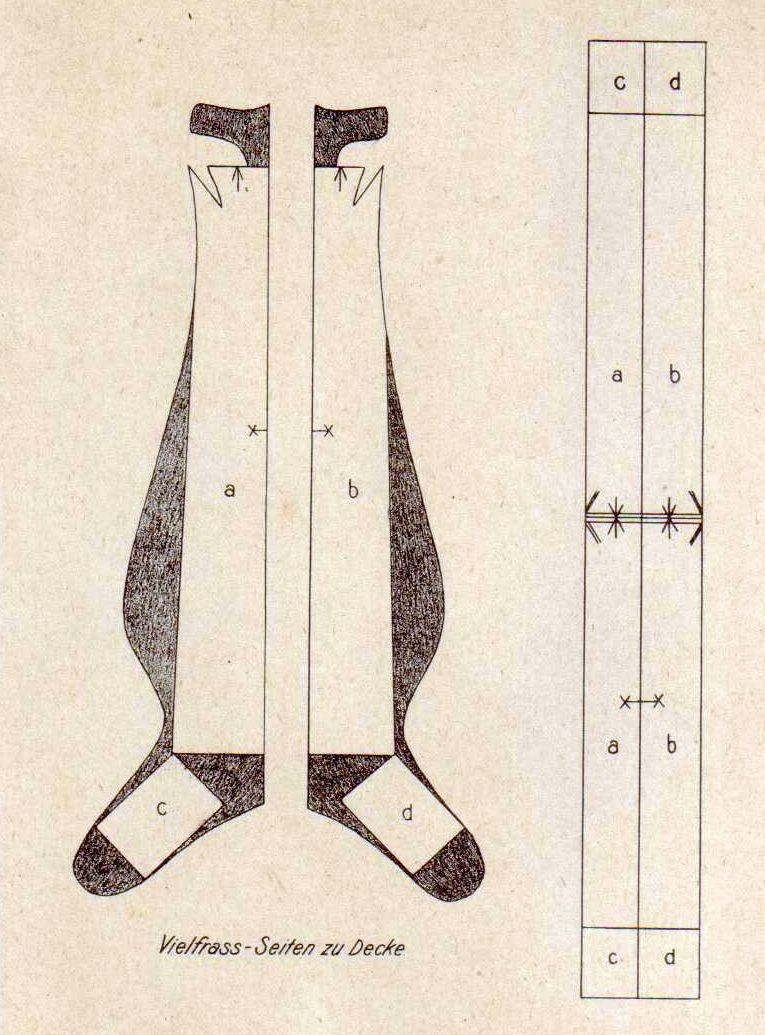
Aus den abfallenden Seiten mit Pfoten lassen sich „sehr schöne und haltbare Decken herstellen“

Das Vielfraßfell wird hauptsächlich für Kragen, Besätze und Verbrämungen sowie für kleinere Bekleidungsstücke wie Schals oder Muffen genutzt, für eine Verarbeitung zu Mänteln ist das Leder eigentlich zu schwer. Vor allem von den Eskimos wird das Vielfraßfell gerne für Verbrämungen von Mützen und Kapuzen gebraucht. 1959 hieß es, dass sie gern bis zu einhundert Dollar für einen Balg bezahlen und das Fell deshalb nur spärlich im Handel war. Gelegentlich wird ein Streifen Vielfraßfell am Kapuzenrand zum Gesicht hin platziert, dahinter die silbrige Mähne eines Wolffelles, in Nordamerika populär als „Sonnenanbruch“-Verbrämung („sunburst“ ruff).
Als eine weitere Verwendung wurde die Verarbeitung zu Sportpelzen genannt. Für Jacken und Mäntel wurde das Fell, um die ovale Fellzeichnung zu erhalten, anfangs meist ganzfellig verwendet, mit dem Haarschlag nach unten. Nur selten wird es gefärbt, manchmal jedoch im Haar nachgedunkelt (geblendet). In den 1970/1980er Jahren, einer Zeit der Langhaarmode für Pelzmäntel und Jacken, wurden für besondere Einzelstücke auch Vielfraßfelle gelegentlich ausgelassenen verarbeitet. Das Fell wird dafür in sehr schmale Streifen zerlegt, die so wieder zusammengenäht werden, dass sie die Länge des Kleidungsstücks ergeben. Durch das materialsparende Galonieren, das Einnähen schmaler Lederstreifen, werden auch die relativ dickledrigen und schweren Vielfraßfelle leichter gemacht und das Haar aufgelockert. Beim Luftgalonieren wird das Fellleder nur eingeschnitten und netzartig auseinandergezogen und so fixiert.
Die Reparaturmöglichkeit von Vielfraßpelzen wird mit „exzellent, Kanten gut zu reparieren“ angegeben.

## Zahlen, Fakten
- Zwischen 1750 und 1910 kamen nach Statistiken der Hudson’s Bay Company jährlich selten mehr als 2000 Felle in den Handel.[10]
- Zwischen 1940 und 1965 kamen aus Skandinavien einschließlich Finnland im Jahr durchschnittlich je 70 Felle auf den Markt.[10]
- Zwischen 1950 und 1960 lagen die amerikanischen Fellanlieferungen zwischen 311 und 780 Stück pro Jahr.[1]
- Saison 1985/86, in dieser Saison wurden in Kanada 561 Vielfraßfelle für durchschnittlich 31 Dollar aufgekauft.[4] In dieser Saison lag der Anfall für Kanada und den USA zusammen bei 2000 Fellen, in der damaligen Sowjetunion waren es wahrscheinlich weniger.
- 1986 betrug das Auktionsangebot in der Sowjetunion 1200 Felle, 1987 waren es 750 Felle. Nach russischen Angaben betrug das Weltaufkommen zu der Zeit 6000 Felle, von denen 30 Prozent aus der Sowjetunion kamen.[1]

## Anmerkung
1. ↑  Die angegebenen vergleichenden Werte (Koeffizienten) sind das Ergebnis vergleichender Prüfung durch Kürschner und Rauchwarenhändler in Bezug auf den Grad der offenbaren Abnutzung. Die Zahlen sind nicht eindeutig, zu den subjektiven Beobachtungen der Haltbarkeit in der Praxis kommen in jedem Einzelfall Beeinflussungen durch Pelzzurichtung und Pelzveredlung sowie zahlreiche weitere Faktoren hinzu. Eine genauere Angabe könnte nur auf wissenschaftlicher Grundlage ermittelt werden. Die Einteilung erfolgte in Stufen von jeweils zehn Prozent. Die nach praktischer Erfahrung haltbarsten Fellarten wurden auf 100 Prozent gesetzt.

## Belege
1. 1 2 3 4 5 6 7 8 9  Christian Franke/Johanna Kroll: Jury Fränkel´s Rauchwaren-Handbuch 1988/89. 10. überarbeitete und ergänzte Neuauflage, Rifra-Verlag Murrhardt, S. 59–60.
2. ↑  Paul Schöps; H. Brauckhoff, Stuttgart; K. Häse, Leipzig, Richard König, Frankfurt/Main; W. Straube-Daiber, Stuttgart: Die Haltbarkeitskoeffizienten der Pelzfelle. In: Das Pelzgewerbe, Jahrgang XV, Neue Folge, 1964, Nr. 2, Hermelin Verlag Dr. Paul Schöps, Berlin, Frankfurt/Main, Leipzig, Wien, S. 56–58.
3. ↑  Paul Schöps, Kurt Häse: Die Feinheit der Behaarung - Die Feinheits-Klassen. In: Das Pelzgewerbe Jg. VI / Neue Folge, 1955 Nr. 2, Hermelin-Verlag Dr. Paul Schöps, Leipzig, Berlin, Frankfurt am Main, S. 39–40 (Anmerkung: fein (teils seidig); mittelfein (teils fein); gröber (mittelfein bis grob)).
4. 1 2 3 4 5 6  Heinrich Dathe, Paul Schöps, unter Mitarbeit von 11 Fachwissenschaftlern: Pelztieratlas. VEB Gustav Fischer Verlag Jena, 1986, S. 178–180.
5. 1 2 3  Friedrich Lorenz: Rauchwarenkunde, 4. Auflage. Verlag  Volk und Wissen, Berlin 1958, S. 100–101.
6. ↑  Alexander Tuma: Pelz-Lexikon. Pelz- und Rauhwarenkunde. XXI. Band. Verlag Alexander Tuma, Wien 1951. Stichwort „Vielfraß“.
7. 1 2  Emil Brass: Aus dem Reiche der Pelze. 2. verbesserte Auflage, Verlag der „Neuen Pelzwaren-Zeitung und Kürschner-Zeitung“, Berlin 1925, S. 595–597.
8. ↑  Peter Krott: Der Vielfraß oder Järv. „Die neue Brehm-Bücherei“, A. Ziemsen Verlag, Wittenberg, 1960, S. 4.
9. ↑  Emil Brass: Aus dem Reiche der Pelze. 1. Auflage, Verlag der „Neuen Pelzwaren-Zeitung und Kürschner-Zeitung“, Berlin 1911, S. 498–499.
10. 1 2 3 4  Fritz Schmidt: Das Buch von den Pelztieren und Pelzen. F. C. Mayer Verlag, München 1970, S. 287–292.
11. ↑  Joachim Heinrich Campe: Sammlung interessanter und durchgängig zwekmässig abgefasster Reisebeschreibungen für die Jugend. Bände 12–14, S. 68, Grözinger, 1793. Abgerufen am 5. Dezember 2014 (eingeschränkte Vorschau in der Google-Buchsuche)
12. 1 2  Paul Larisch, Josef Schmid: Das Kürschner-Handwerk. III. Teil, Selbstverlag Paris, 1902 oder 1903, S. 51.
13. ↑  Werkstätten der heutigen Künste, Berlin: Der Kirschner. Halle 1762, S. 312.
14. ↑  Peter Krott: Der Vielfraß.A. Ziemsen Verlag, Wittenberg 1960, S. 20, 23, 25.
15. ↑  https://www.iucnredlist.org Zuletzt abgerufen am 3. Dezember 2014.
16. ↑  www.wisia.de. Zuletzt abgerufen am 3. Dezember 2014.
17. ↑  Fritz Schmidt: Das Buch von den Pelzen und Pelztieren. Primärquelle L. White in der Monatszeitschrift Field  and Stream.
18. ↑  Peter Krott: Der Vielfraß (Gulo gulo L. 1758). VEB Gustav Fischer Verlag, Jena 1959, S. 21.
19. ↑  www.truthaboutfur.com, Simon Ward: How Does Wolverine Fur Work? Hint: It’s Not Hydrophobic. 16. August 2019.
20. 1 2  David G. Kaplan: World of Furs. Fairchield Publications. Inc., New York 1974, S. 196 (Zitat: „Repairability: Excellent - re-edges well“. (engl.)).